# Red Star OS
Red Star OS е севернокорейска операционна система, базирана на Linux. Разработена е от Корейски компютърен център, като първата версия е пусната през 1998 г. Последната версия 3.0 е пусната през лятото на 2013 г., но все още голяма част от населението използва първата Red Star.

## Специфики
Red Star има 2 версии – клиентска и сървърна. Допълнително към клиентската версия може да се закупи диск с допълнителни програми към операционната система – офис пакет, антивирусна програма, програма за записване на CD/DVD и други.
Red Star OS стартира с популярна корейска народна песен, а календарът започва от рождената дата на Ким Ир Сен.
Системата разполага с браузъра Naenara, аналог на Mozilla Firefox, разполагащ с достъп до севернокорейската интернет мрежа куангмьонг. В наличност са програми като текстов редактор, имейл, аудио и видео плейъри. Версия 3.0 включва програмата „Wine“, позволяваща на Windows програми да тръгват на Linux.
Версия 3.0 поддържа KDE 3 десктоп, но по дизайн е по-близка до разработената от Apple OS X, докато предните версии наподобяват повече Windows XP.

## Системни изисквания
Системни изисквания за Red Star OS 2.0 (към 2010 г.):
- Pentium III 800 Мгц
- 256 MB RAM
- 3 GB памет на хард диска